# Teodor Filipiak
Teodor Filipiak (ur. 1 kwietnia 1929 w Stanisławowie, zm. 9 grudnia 2020) – polski prawnik, politolog, specjalista w zakresie historii doktryn politycznych i prawnych, profesor zwyczajny, pracownik naukowy Uniwersytetu Warszawskiego.

## Życiorys
W 1954 ukończył studia na Wydziale Prawa Uniwersytetu Warszawskiego. Na tym samym wydziale na podstawie rozprawy doktorskiej Elitarystyczna koncepcja demokracji burżuazyjnej pod kierunkiem Mieczysława Maneli w 1965 został doktorem nauk prawnych. W 1975 uzyskał na Uniwersytecie Marii Curie-Skłodowskiej stopień doktora habilitowanego na podstawie pracy Problemy teorii "państwa przemysłowego", a w 1987 tytuł profesora. Pracował w Instytucie Nauk Politycznych UW, a od 1 września 1981 do 31 sierpnia 1983 był prodziekanem ds. współpracy z zagranicą Wydziału Dziennikarstwa i Nauk Politycznych Uniwersytetu Warszawskiego. Współpracował również m.in. z Collegium Varsoviense, Uczelnią Łazarskiego i Wyższą Szkołą Administracyjno-Społeczną. Członek Rady Głównej Szkolnictwa Wyższego. 
Był specjalistą w zakresie historii doktryn politycznych i prawnych, problemów nauki i praktyki kultury prawno-politycznej oraz współczesnych doktryn politycznych.
Był promotorem rozpraw doktorskich m.in. Ryszarda Skarzyńskiego, Stanisława Sulowskiego, Tomasza G. Pszczółkowskiego, Joanny Żółnowskiej i Anny Makuch.
Należał do Polskiej Zjednoczonej Partii Robotniczej.
Zmarł 9 grudnia 2020 i 18 grudnia został pochowany na cmentarzu komunalnym Północnym w Warszawie (kwatera B-III-1-10-17).

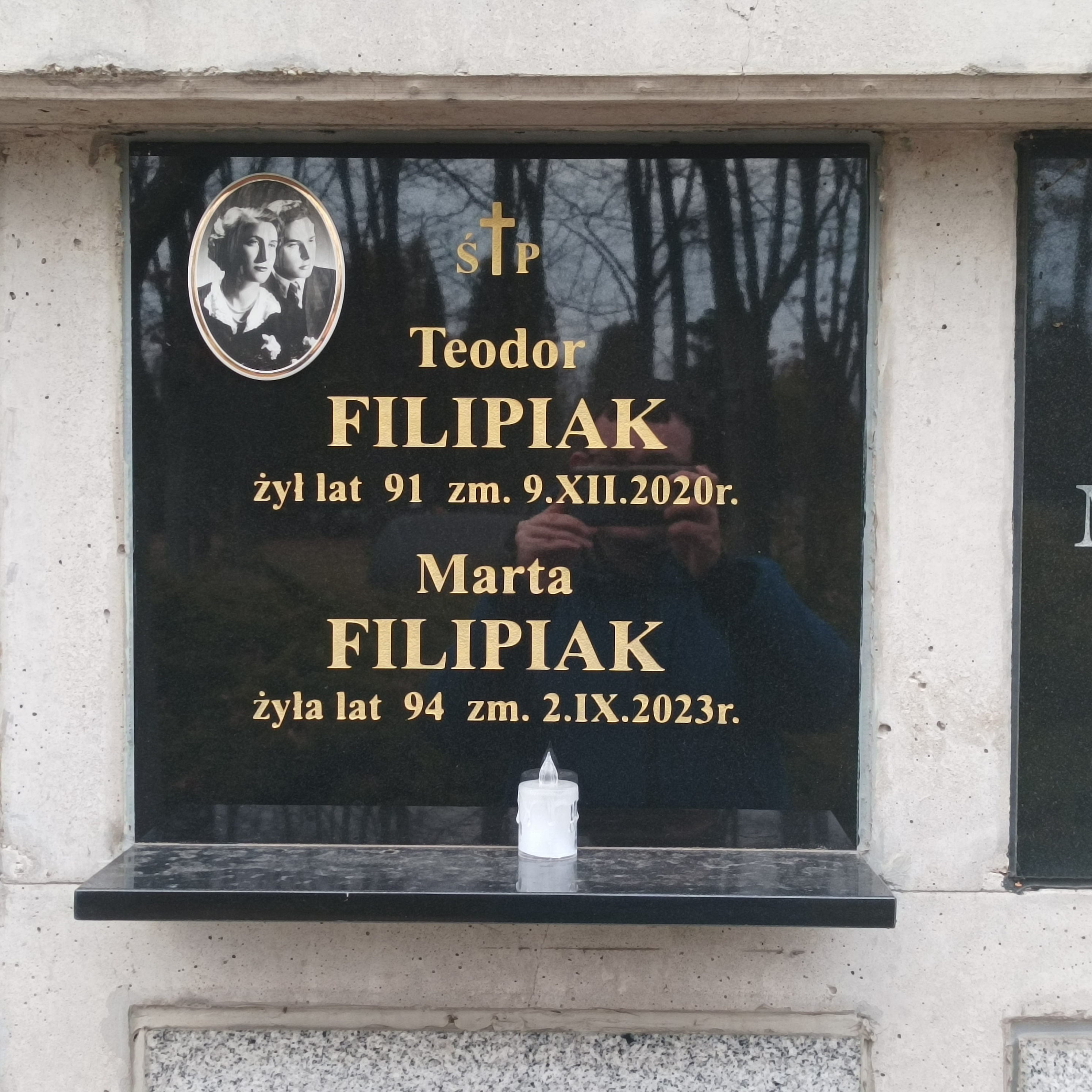
Grób Teodora Filipiaka na cmentarzu komunalnym Północnym w Warszawie

## Publikacje
- O ewolucji idei demokracji (1967)
- Polityczna doktryna faszyzmu (1971)
- Problemy teorii „państwa przemysłowego” (1974)
- Problemy teorii „państwa przemysłowego”. Cz. 2 (1975)
- Nowe tendencje w doktrynach neokapitalistycznych (1981)
- Edukacja polityczna w RFN : rekonstrukcja problematyki w zachodnioniemieckim kwartalniku „Materialien zur politischen Bildung” (1983, wraz z T. G. Pszczółkowskim)
- Polityczna i społeczna doktryna faszyzmu : główne założenia i interpretacje (1985)[8][10]